# Веланд (Онтарио)
Веланд (енгл. Welland) је град у Канади у покрајини Онтарио. Према резултатима пописа 2011. у граду је живело 50.631 становника.

## Становништво
Према резултатима пописа становништва из 2011. у граду је живело 50.631 становника, што је за 0,6% више у односу на попис из 2006. када је регистровано 50.331 житеља.
| 2006.  | 2011.  | 2016.  |
| ------ | ------ | ------ |
| 50.331 | 50.631 | 52.293 |